# Trehage-familien
Trehage-familien har 5 slægter, der er udbredt i Nordamerika, Mellemøsten, Kaukasus, Centralasien, Russisk fjernøsten og Europa.
De fleste arter er flerårige urter, men enkelte er dog enårige. Alle arter vokser i sumpede eller oversvømmede områder, og de danner jordstængler. Bladene er ustilkede, grundstillede og skruestillede (enkelte har torækket stilling). Bladpladen er linjeformet med hel rand og parallelle bladribber. Blomsterne sidder endestillet på bladløse stængler. Ofte sidder de i aks eller klase, men enkelte arter har blomsterne siddende enkeltvis. De enkelte blomster er tvekønnede (men enkelte arter har hanlige og hunlige individer). Kronblade findes ikke, men hylsterbladene er grønlige, hvidlige eller purpurrøde. Frugterne er meget forskelligartede: nogle arter har bælge, andre nødder og atter andre spaltefrugter, men ofte er flere af disse frugter omdannet til samlefrugter.
| Slægter |

- Cycnogeton
- Lilaea
- Maundia
- Tetroncium
- Trehage (Triglochin)